# 자크 조르주
자크 조르주(1916년 5월 30일 – 2004년 2월 4일)는 1968년부터 1972년까지 프랑스 축구 협회 회장을 지낸 인물로, 1983년부터 1990년까지 UEFA의 4번째 회장을 역임하였다.